# Ajan
L'Ajan (in russo Аян?) è un fiume della Siberia Orientale che scorre nei rajon Ėvenkijskij e Tajmyrskij del Territorio di Krasnojarsk, in Russia. Unendosi al fiume Ajakli dà origine alla Cheta (bacino della Chatanga).

## Descrizione
Il fiume ha origine dal lago Ajan e scorre lungo l'Altopiano Putorana, dapprima in direzione settentrionale poi nord-orientale; è un tipico fiume di montagna e nel corso superiore scorre in una profonda gola. Quando gira a nord-est la sua valle assume la forma di un canyon. La larghezza del suo corso raggiunge i 200 metri nei tratti non ramificati e fino a 1,5 km nella parte più ampia quando è diviso in più rami. 
Nella valle dell'Ajan e dei suoi affluenti prevale una vegetazione di tundra con boschi di larice su suoli stratificati alluvionali. La lunghezza del fiume è di 181 km, l'area del bacino è di 15 900 km². Gela da metà settembre a giugno. Il suo maggior affluente è il Cholokit (lungo 112 km), proveniente dalla destra idrografica.